# Hidroksiprolin
(2S,4R)-4-Hidroksiprolin (-hidroksiprolin (59O3), je rasprostranjena ne-proteinogena aminokiselina, skraćeno HYP, npr. u Proteinskoj banci podataka.

## Struktura i otkriće
Hidroksiprolin je prvi put bio izolovan 1902. iz hidrolizovanog gelatina. Tri godine kasnije je sintetisana racemska smeša 4-hidroksiprolina.
Hidroksiprolin se razlikuje od prolina po prisustvu hidroksilne (OH) grupe vezana za gama ugljenik.

## Dodatne slike
- Prolin